# 中村稔 (詩人)
中村 稔（なかむら みのる、1927年1月17日 - ）は、日本の弁護士・弁理士・詩人・評論家。中村合同特許法律事務所パートナー、日本商標協会顧問、公益財団法人日本近代文学館名誉館長、第二東京弁護士会所属、日本芸術院会員、文化功労者。
中松特許法律事務所弁護士、中村・山本・武田合同特許法律事務所代表パートナー、中村合同特許法律事務所代表パートナー、日本商標協会会長（初代）、財団法人日本近代文学館理事長（第6代）、社団法人日本商事仲裁協会常任理事、日本芸術院第二部部長などを歴任した。

## 来歴

### 生い立ち
千葉県木更津市生まれ。父・光三は、尾崎秀実、リヒャルト・ゾルゲの予審担当の主任判事。東京府立第五中学校から第一高等学校を経て、1950年、東京大学法学部法律学科卒業。この間、太宰治を囲む中で、矢代静一の他、三島由紀夫や野原一夫らとも関わりを持つ。大学在学中に旧司法試験に合格し、1952年弁護士・弁理士登録。

### 詩人として
1946年『世代』に参加、1950年第一詩集『無言歌』を刊行。1967年詩集『鵜原抄』で高村光太郎賞、1977年詩集『羽虫の飛ぶ風景』で読売文学賞（詩歌俳句部門）、1988年『中村稔詩集 1944－1986』で芸術選奨文部大臣賞、1992年『束の間の幻影』で読売文学賞（評論・伝記）、1996年『浮泛漂蕩』で藤村記念歴程賞、98年日本芸術院会員、『私の昭和史』に至る業績で2004年度朝日賞、2005年『私の昭和史』で毎日芸術賞、井上靖記念文化賞受賞。2006年から10年まで芸術院第二部長。2010年、文化功労者。2017年、『言葉について』で現代詩人賞受賞。宮沢賢治、中原中也の評論・伝記は複数著した。日本近代文学館理事長を経て名誉館長。

### 弁護士として
弁護士および弁理士としては、知的財産法一般を専門とする。1952年に中松澗之助が代表者であった中松特許法律事務所（現中村合同特許法律事務所）に入所。中松の急逝後の1974年から1993年まで、中村合同特許法律事務所代表パートナーを務め、現在は同事務所パートナー。日本弁護士連合会無体財産権制度委員会委員長（1979年 - 1981年）、国際知的財産保護協会本部執行委員（1966年 - 1991年）、日本商標協会会長（1988年 - 1995年）などを歴任し、「知財の中村」と称されている。

## 著書
- 『中村稔著作集』 現在6巻、青土社、2004-2005。続刊予定
  - 『1　詩』
  - 『2　詩人論』
  - 『3　短詩型文学論』
  - 『4　同時代の詩人・作家たち』
  - 『5　紀行・文学と文学館』
  - 『6　随想』
- 『私の昭和史』青土社 2004
- 『私の昭和史　戦後編』（上下） 青土社 2008
- 『私の昭和史　完結篇』（上下） 青土社 2012
- 『私の平成史』青土社 2024

### 詩集
- 『鵜原抄 詩集』 思潮社 1966
- 『中村稔詩集』 思潮社 現代詩文庫 1977
- 『羽虫の飛ぶ風景』 青土社 1977
- 『空の岸辺』 青土社 1980
- 『中村稔詩集 1944-1986』青土社 1988
- 『浮泛漂蕩』 思潮社 1991
- 『新輯・うばら抄』 青土社 1996
- 『続・中村稔詩集』 思潮社 現代詩文庫 1996
- 『新輯・幻花抄』 青土社 2002。初版2001（限定本）
- 『中村稔詩集』 芸林21世紀文庫 芸林書房 2003、菅野昭正編
- 『言葉について』 青土社 2016、改訂版2018
- 『むすび・言葉について 30章』 青土社 2019
- 『寂かな場所へ』 青土社 2022
- 『月の雫』 青土社 2024
- 『月の雫 第二集　花のあとさき』 青土社 2025

### 作家・作品論、随想紀行
- 『宮沢賢治』ユリイカ 1955（ユリイカ新書 現代詩論シリーズ）、五月書房 1958 
  - 七曜社 1962、芳賀書店〈芳賀選書〉 1966
  - 筑摩書房〈筑摩叢書〉 1972、新版1985 - 下記の作品集を編・解説
- 『言葉なき歌　中原中也論』角川書店 1973
  - 改訂版『中原中也　言葉なき歌』筑摩書房〈筑摩叢書〉 1990
- 『詩・日常のさいはての領域』創樹社 1976
- 『私の感傷旅行』青土社 1976
- 『名詩鑑賞 中原中也』講談社学術文庫 1979
  - 『中也を読む 詩と鑑賞』青土社 2001、新装版2014
- 『斎藤茂吉私論』朝日新聞社 1983
- 『故園逍遥』福武書店 1990
- 『束の間の幻影　銅版画家駒井哲郎の生涯』新潮社 1991
- 『宮沢賢治ふたたび』思潮社 1994
- 『日の匂い』青土社 1995
- 『文学館感傷紀行』新潮社 1997
- 『子規と啄木』潮出版社〈潮ライブラリー〉 1998
- 『スギの下かげ』 青土社 2000
- 『人間に関する断章』青土社 2002
- 『私の詩歌逍遙』青土社 2004
- 『司馬遼太郎を読む』青土社 2009
- 『中原中也私論』思潮社 2009
- 『文学館を考える　文学館学序説のためのエスキス』青土社 2011
- 『樋口一葉考』青土社 2012
- 『食卓の愉しみについて　人生に関する断章』青土社 2013
- 『芥川龍之介考』青土社 2014
- 『平家物語を読む』青土社 2014
- 『私の日韓歴史認識』青土社 2015、増補版2019
- 『古今周遊』青土社 2015
- 『萩原朔太郎論』青土社 2016
- 『西鶴を読む』青土社 2016
- 『石川啄木論』青土社 2017
- 『故旧哀傷　私が出会った人々』青土社 2017
- 『高村光太郎論』青土社 2018
- 『高村光太郎の戦後』青土社 2019
- 『回想の伊達得夫』青土社 2019
- 『忘れられぬ人々　故旧哀傷・二』青土社 2019
- 『宮沢賢治論』青土社 2020
- 『忘れられぬ人々二　故旧哀傷・三』青土社 2020
- 『現代詩の鑑賞』青土社 2020
- 『忘れられぬ人々三　故旧哀傷・四』青土社 2021
- 『森鴎外『渋江抽斎』を読む』青土社 2021
- 『現代女性詩人論』青土社 2021
- 『現代詩人論 上・下　男性篇』青土社 2022
- 『与謝蕪村考』青土社 2023
- 『私の交遊抄　故旧哀傷・五』 青土社 2024

## 編著
- 「中原中也研究」 書肆ユリイカ 1959
- 「中也のうた」 社会思想社・現代教養文庫 1970
- 「斎藤茂吉の世界 共同討議」太田一郎、田中隆尚共著　青土社 1981
- 「現代の随想22 斎藤茂吉集」彌生書房 1982
- 「近代の詩人8 宮沢賢治」潮出版社 1992
- 「新編 宮沢賢治詩集」角川文庫 改版1995
- 「流火草堂遺珠　安東次男拾遺句詩集」 ふらんす堂 2009
- 「立原道造全集」全5巻、筑摩書房 2006-2010

安藤元雄、宇佐美斉、鈴木博之と編集委員
- 「精神の風通しのために　日高普著作集」青土社 2011

特集号
- 『ユリイカ 詩と批評　特集：中村稔 詩人の昭和史』2004年10月号、青土社